# Карско море
Карско море (рус. Карское море) је део Северног леденог океана и налази се између острва̂ Нова земља и континента. Повезано је са Баренцовим морем преко мореуза Карска врата. Дуго је око 1450 km и широко 450 km, са површином од око 880.000 km², и има просечну дубину од око 110 метра. Главне притоке Карског мора су Об, Јенисеј, Пјасина, Тајмира. Његове главне луке су Нови Порт и Диксон, и поред тога што је море залеђено десет месеци од дванаест постоји значајна рибарска активност. Могућност да постоје значајне резерве нафте и природног гаса потврдиле у претпоставке руске државне нафтне компаније Росњефт која је у сарадњи са америчком компанијом Ексонмобил открила да се под овим морем налази према проценама једно од три највећа налазишта нафте и гаса на свету, слично онима у Саудијској Арабији и Мексичком заливу. Према процена ових компанија ту се налази 338 милијарди кубних метара гаса и око 100 милиона тона нафте (приближно 87 милијарди барела). Постоји брига због количине нуклеарног отпада који су Руси ту оставили, и последица по флору и фауну.

## Порекло имена
Име је добило по реци Кари (улива се у Бајдаратски залив), која је данас релативно безначајан, али је одиграо важну улогу у руском освајању северног Сибира. Име реке Кара је изведено од ненечке речи која значи 'грубасти лед'.
На турскијским језицима, на пример, на турском, татарском и башкирском и другим, назив мора је егзоним и дословно преведен као „Црно море“ (тур. Kara Denizi). По аналогији са Црним морем, Кара Дениз се такође користи за означавање Карског мора. Дакле, у турским језицима постоје два црна мора (једно на северу Турске, друго на северу Евроазије). Ово је због чињенице да су дефиниције боја повезане са симболичком бојом карактеристичном за земље света, где је кара ('црна') север. Црно море је стога наизменично познато као "Еуксинско море", што је израз позајмљен из грчког.

## Географија

### Опсег
Међународна хидрографска организација дефинише границе Карског мора на следећи начин:
На западу. Источна граница Баренцовог мора [рт Колсат до рта Желанија (Жеља); Западна и југозападна обала Нове земље до рта Кусов Нос и одатле до западног улазног рта, залив Долгаја (70° 15′ N 58° 25′ E / 70.250° С; 58.417° И) на острву Вајгач. Преко острва Вајгач до рта Гребен; одатле до рта Бели Нос на копну].
На северу. Рт Колсат до рта Молотова (81° 16′ N 93° 43′ E / 81.267° С; 93.717° И) (северни крај Северне земље на острву Комсомолец).
На истоку. Острво Комсомолец од рта Молотов до Југоисточног рта; одатле до рта Ворочилов, острва Октoбaрска револуција до рта Анучин. Затим до рта Унсличт на острву Бољшевик. Бољшевичко острво до рта Јевгенов. Одатле до рта Прончистехевa на копну (види руску карту бр. 1484 из 1935. године).

### Острва
У Карском мору има много острва и острвских група. За разлику од других рубних мора на Арктику, где већина острва лежи дуж обала, у Карском мору многа острва, попут острва Арктическог института, острва Известија ЦИК, острва Киров, Уједињења или Усамљено острво, острва Визе и Воронина се на отвореном мору њених централних региона.
Највећа група у Карском мору је далеки Норденшељдски архипелаг, са пет великих подгрупа и преко деведесет острва. Друга важна острва у Карском мору су Бело острво, острво Диксон, острво Тајмир, Камено острво и Олени. Упркос високој географској ширини, сва острва су без леда осим острва Ушаков на крајњој северној граници Карског мора.

### Тренутни обрасци
Обрасци циркулације воде у Карском мору су сложени. Карско море је обично покривено морским ледом између септембра и маја, и између маја и августа под великим утицајем отицања слатке воде (отприлике 1200 km³ yr−1) из руских река (нпр. Об, Јенисеј, Пјасина, Пур и Таз). На Карско море утиче и доток воде из Баренцовог мора, који доноси 0,6 Sv у августу и 2,6 Sv у децембру. Пренета вода потиче из Атлантика, али је охлађена и помешана са несланом водом у Баренцовом мору пре него што је стигла у Карско море. Симулације са моделом океана на Хамбуршком прагу (HAMSOM) сугеришу да се у Карском мору током целе године не одржава типичан образац водених струја. У зависности од отицања слатке воде, доминантних образаца ветра и формирања морског леда, водене струје се мењају.

## Историја
Карско море је раније било познато као Oceanus Scythicus или Mare Glaciale и појављује се са овим именима на картама из 16. века. Пошто је већи део године затворена ледом, остала је углавном неистражена све до касног деветнаестог века.
У лето 1942. године, немачки ратни бродови и подморнице Кригсмарине ушли су у Карско море како би уништили што више руских пловила. Ова поморска кампања названа је „Операција Бундерланд“. Њен успех је био ограничен присуством леда, као и лошим временом и маглом. Они су ефикасно штитили совјетске бродове, спречавајући штету која је могла да буде нанета Совјетској флоти под добрим временским условима.
У октобру 2010, Руска влада је доделила лиценцу руској нафтној компанији Роснефт за развој Источно-приновоземељска поља нафте и гаса у Карском мору.

## Нуклеарни отпад
Постоји забринутост због радиоактивне контаминације нуклеарним отпадом који је бивши Совјетски Савез бацио у море и утицаја који ће то имати на морско окружење. Према званичном извештају „Беле књиге“ који је саставила и објавила руска влада у марту 1993. године, Совјетски Савез је бацио шест нуклеарних подморничких реактора и десет нуклеарних реактора у Карско море између 1965–1988. Чврсти високо и нискоактивни отпад истоварен из нуклеарних подморница Северне флоте током пуњења реактора горивом је бачен у Карско море, углавном у плитке фјордове Нове земље, где се дубине одлагалишта крећу од 12 до 135 метара, а у корито Нова земља на дубини до 380 метара. Течни нискоактивни отпад пуштен је на отвореном Баренцовов и Карском мору. Накнадна процена Међународне агенције за атомску енергију показала је да су испуштања мала и локализована из 16 поморских реактора (за које је IAEA пријавила да потичу из седам подморница и ледоломца Лењин) који су бачени на пет локација у Карском мору. Већина бачених реактора је доживела несрећу.
Совјетска подморница К-27 потопљена је у заливу Степового са два реактора напуњена истрошеним нуклеарним горивом. На семинару у фебруару 2012. откривено је да би реактори на подморници могли поново да достигну критичност и да експлодирају (акумулација топлоте која доводи до експлозије паре у односу на нуклеарну). Каталог отпада који су Совјети бацили у море, према документима које је Белона видела, укључује око 17.000 контејнера радиоактивног отпада, 19 бродова који садрже радиоактивни отпад, 14 нуклеарних реактора, укључујући пет који још увек садрже истрошено нуклеарно гориво; 735 других комада радиоактивно контаминиране тешке машинерије и нуклеарна подморница К-27 са своја два реактора напуњена нуклеарним горивом.